# Heding Shan
Heding Shan (kinesiska: 鹤顶山) är ett berg i Kina.   Det ligger i provinsen Zhejiang, i den östra delen av landet, omkring 330 kilometer söder om provinshuvudstaden Hangzhou. Toppen på Heding Shan är 954 meter över havet.
Heding Shan är den högsta punkten i trakten. Närmaste större samhälle är Jinxiang, 19,3 km nordost om Heding Shan. 
Genomsnittlig årsnederbörd är 2 019 millimeter. Den regnigaste månaden är juni, med i genomsnitt 275 mm nederbörd, och den torraste är januari, med 66 mm nederbörd.